# Якжин, Александр Андреевич
Александр Андреевич Якжин (1907—1961) — геолог, доктор геолого-минералогических наук (1953), профессор, директор (с 1961 года — ректор) МГРИ (1956—1961). Автор многих книг по вопросам поисков и разведки месторождений полезных ископаемых, кавалер 3 орденов Трудового Красного Знамени. Член КПСС. Один из первооткрывателей Алданского флогопитоносного района. Специалист по нерудным и радиоактивным полезным ископаемым. В течение многих лет сотрудничал и дружил с министром геологии СССР — П. Я. Антроповым.

## Биография

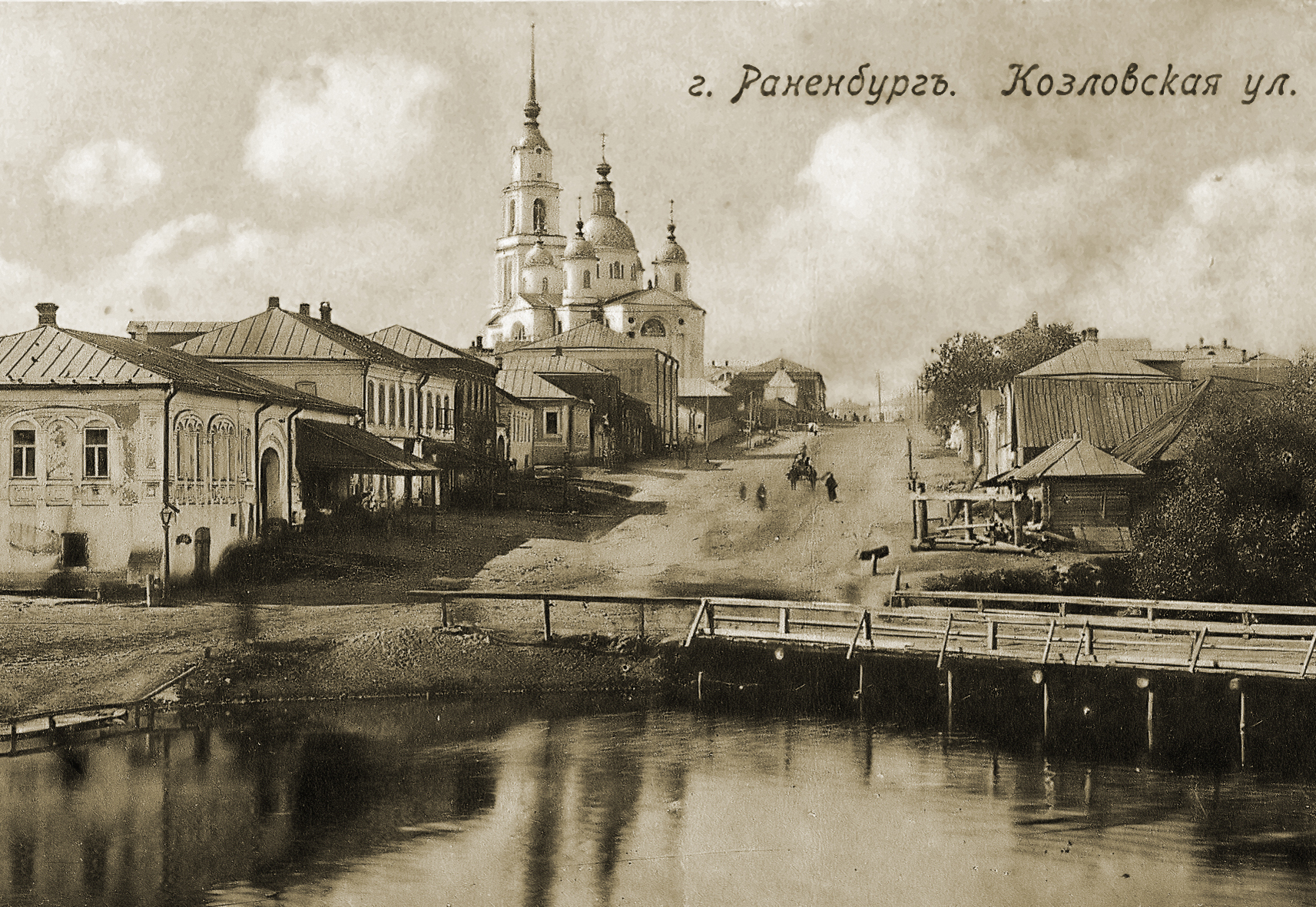
Город Раненбург

### Довоенное время
Родился 05 июля (23 июня) 1907 год в уездном городе Раненбург Рязанской губернии. Отец, Кирилл Андреевич, умер в 1914 году. После смерти мужа, мать, Пелагея Григорьевна Якжина, переехала с пятью детьми в село Староюрьево Козловского уезда Тамбовской губернии, где работала сельской портнихой.
С 1923 года Якжин состоял в комсомоле.
После обучения в сельской школе поступил на рабфак при 2-м МГУ. С 1929 года обучается в Московской горной академии, а с 1930 года (после расформирования МГА) — на разведочном отделении Московского государственного геологоразведочного университета. В 1934 году заканчивает МГРИ и работает инженером-геологом.
С 1935 года работал в Восточно-Сибирском геологическом тресте (Иркутск) техническим руководителем и начальником партий. Занимался геологией, методикой поисков и разведки, оценкой месторождений мусковита и флогопита (Манский район, Алданская группа и др.). Его исследования по пегматитам северо-западного Забайкалья были отмечены А. Е. Ферсманом.
В 1938—1941 годах возглавлял геологический отдел «Главцинксвинец» Народного комиссариата тяжелой промышленности СССР и был главным инженером Донецкой комплексной экспедиции (Нагольный кряж).

### Работа во время войны
Во время войны А. А. Якжина назначили главным инженером, а позже — главным геологом Восточно-Сибирского геологического управления. Под его руководством проводилось геологическое изучение огромной территории (1.5 млн.км). Для нужд оборонной промышленности он организовывал поиски, разведку и вовлечение в эксплуатацию месторождений вольфрама, молибдена, олова, слюды, флюорита и других. Успешная работа А. А. Якжина была отмечена орденом Трудового Красного Знамени и премией Комитета по делам геологии при Совете народных Комиссаров СССР (вместе с Д. С. Коржнинским и другими). В 1943 году защитил кандидатскую диссертацию по монографии «Кондаковское месторождение мусковита в Восточной Сибири». С конца 1944 года занимается научной работой в Институте геологических наук АН СССР (Москва).

### Послевоенные годы
В послевоенные годы проводил исследования по металлогении Забайкалья и южной части Дальнего Востока. В апреле 1950 года приказом по МВД СССР Александр Андреевич был назначен главным геологом Восточного рудоуправления (Стрелкинский урановый объект на реке Ангара, п. Усть-Ангарск, рудник отработан и закрыт во второй половине 1950-х гг.) в связи с образованием особого управления «Енисейстрой». Был проведен большой объём горно-буровых работ и объект, по заключению А. А. Якжина и других геологов, получил отрицательную оценку. В 1951 году был переведен в Москву, где работал на ответственных и руководящих должностях во Втором и Первом Главном Управлении при Совете Министров СССР, в Министерстве среднего машиностроения СССР. В этих структурах, связанных с атомным проектом, он занимал должности начальника геологического отдела, начальника геологического управления, заместителя начальника Главного управления по геологии. В 1954 году за большой вклад в обеспечение урановым сырьем атомной промышленности СССР Александра Андреевича наградили вторым орденом Трудового Красного Знамени.

### Работа во МГРИ
С 1949 года и до конца жизни работал в МГРИ, на кафедре геологии месторождений полезных ископаемых. С 1951 года на кафедрах геологии месторождений полезных ископаемых и методики поисков и разведки месторождений полезных ископаемых, под руководством профессоров Захарова Е.Е. и Якжина А. А. началась подготовка горных инженеров-геологов для разведки месторождений радиоактивных элементов (РМРЭ).
В 1953 году Александр Андреевич успешно защитил докторскую диссертацию на тему «Геолого-структурное положение эндогенных рудных провинций на примере изучения металлогении Забайкалья и южной части Дальнего Востока». В 1954 году министр среднего машиностроения СССР В. А. Малышев по запросу Министерства высшего образования отпускает А. А. Якжина на педагогическую работу. В этом же году ему удалось восстановить и возглавить, расформированную после ареста в 1949 году В. М. Крейтера, кафедру методики поисков и разведки полезных ископаемых, ставшую одним из основных учебных центров страны по подготовке специалистов по поискам и разведке месторождений полезных ископаемых. Кафедру он возглавлял до самой смерти в 1961 году.
В конце 1956 года А. А. Якжин стал директором МГРИ. На этом посту он проявил себя как инициативный и энергичный руководитель. Особое внимание уделял подготовке специалистов по геологии и разведке редких и радиоактивных металлов. За большие заслуги в подготовке специалистов и развитии геологической науки в 1961 г. его наградили третьим орденом Трудового Красного Знамени.
Похоронен на Новодевичьем кладбище (8 уч. 14 ряд).

### Смерть
Умер 13 декабря 1961 года в Москве, после тяжёлой болезни. Похоронен на Новодевичьем кладбище. Эпитафия на памятнике: «Ты жизнь прошел таёжною тропою, и знаний россыпи ты юным передал. И в сердце каждого, кто рядом был с тобою, оставил памяти сверкающий кристалл».

## Ученики
- член-корреспондент АН СССР Ф. П. Кренделев
- лауреат Государственной премии СССР А. А. Малаев
- академик Китайской академии наук Чжао Пен-да

## Семья
- мать Якжина Пелагея Григорьевна (1884—1966)
- отец, Якжин Андрей Кириллович (ум в 1914)

## Награды
- кавалер 3 орденов Трудового Красного Знамени